# Luis Borrassá
Luis Borrassá (ur. ok. 1360 w Gironie, zm. 1425 w Barcelonie) – hiszpański malarz pochodzący z Katalonii. Tworzył w stylu gotyckim.
Był aktywny w latach 1380–1425 w Barcelonie i okolicznych miejscowościach. Jego pierwszym udokumentowanym dziełem były wykonane w 1380 witraże do katedry w Geronie. Podczas wizyty w Awinionie zaznajomił się z malarstwem francuskim i włoskim (głównie z dziełami ze szkoły sieneńskiej). W swojej twórczości przyjął także cechy charakterystyczne dla stylu pięknego, oraz wpływy sztuki bizantyńskiej.

## Dzieła
- Ołtarz Archanioła Gabriela (1390?), Barcelona
- Ołtarz Św. Krzyża (1403–1411)
- Ołtarz Zbawiciela (1404), w kościele w Sant Salvador de Guardiola
- Ołtarz Św. Antoniego (1410), w kolegiacie Santa Maria w Manresie
- Ołtarz Św. Klary namalowany w (1415) dla klasztoru Św. Klary w Vic, obecnie w Museu Episcopal w Vic
- Powołanie pierwszych uczniów (1411–1413), obraz pochodzący z ołtarza Św. Piotra w kościele San Pere w Terrasa
- Ołtarz Św. Jana Chrzciciela (1415–1420), Musée des Arts Décoratifs w Paryżu
- Ołtarz Św. Andrzeja z Gurb (1415), Museu Episcopal w Vic
- Ołtarz Św. Michała z Cruïlles (1417), Museu d’Art w Geronie